# Laroquebrou
Laroquebrou is een gemeente in het Franse departement Cantal in de regio Auvergne-Rhône-Alpes. De plaats maakt deel uit van het arrondissement Aurillac. Laroquebrou telde op 1 januari 2022 791 inwoners.

## Geografie
De oppervlakte van Laroquebrou bedroeg op 1 januari 2022 17,15 vierkante kilometer; de bevolkingsdichtheid was toen 46,1 inwoners per km².
De onderstaande kaart toont de ligging van Laroquebrou met de belangrijkste infrastructuur en aangrenzende gemeenten.

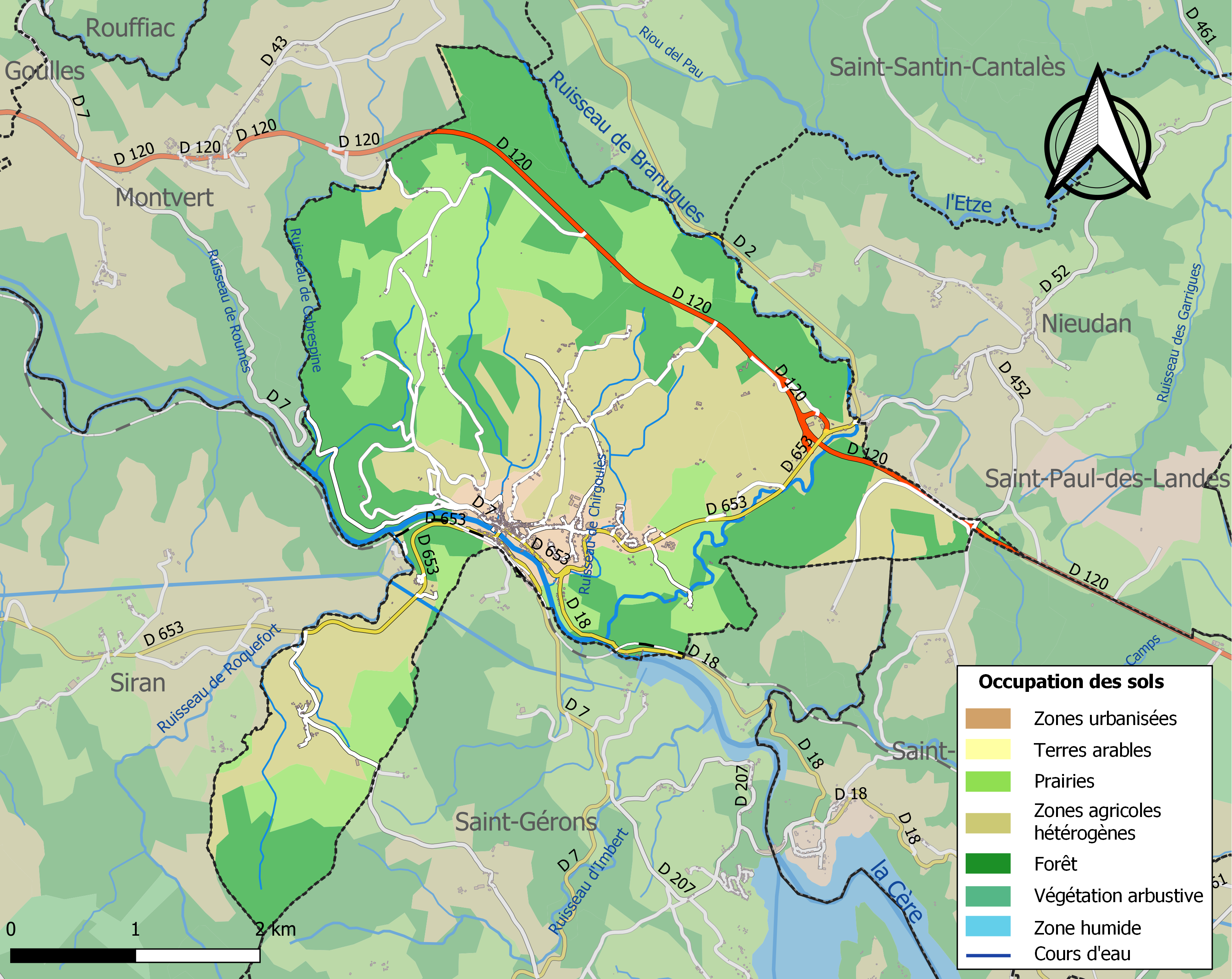

## Demografie
Onderstaande figuur toont het verloop van het inwonertal (bron: INSEE-tellingen).

Vanwege een beveiligingsprobleem met de MediaWiki Graph-software is het momenteel niet mogelijk deze grafiek weer te geven. Zodra de software is bijgewerkt zal de grafiek vanzelf weer zichtbaar worden.